# Jacob Christian Menzler
Jacob Christian Menzler, modernisiert Jakob Christian Menzler (* 1776 in Holzappel; † nach 1854 in Siegen) war ein deutscher Bergbeamter.

## Leben
Menzler war der Sohn des Hüttenverwalters Johann Menzler (1736–1823) und dessen Ehefrau Johanna Susanna geborene Bretz. Er wuchs viele Jahre auf der Hütte in Holzappel in der Grafschaft Holzappel auf, die an Anhalt-Bernburg gelangt war und 1806 an das Herzogtum Nassau fiel. Nach dem Schulbesuch ging Menzler im Jahre 1798 an die Bergakademie Freiberg (Matrikelnummer 498). Zu seinen Kommilitonen zählten der Dichter der Frühromantik Friedrich von Hardenberg, der spätere sächsische Oberberghauptmann Sigismund August Wolfgang von Herder (1776–1838), der Mineraloge Carl Konstantin Haberle (1764–1832), der spätere Berghauptmann und Direktor der Braunschweiger Berg- und Hüttenwerke Heinrich Gottlieb Ribbentrop (1776–1834), der Jurist Georg Freiherr von Weiler (1775–1835), der Handelsmann Philip de Samuel Merian aus Basel (1773–1848) sowie der spätere Regierungsrat Friedrich August Leopold Graf von Beust (1776–1802).
Unmittelbar nach Studienbeginn legte sich Menzler ein Stammbuch zu, in das er seine wichtigsten Freunde und Bekannten eintragen ließ. Dieses Stammbuch wurde am 20. November 2017 für 31.980 € versteigert und am 6. Mai 2018 erstmals der Öffentlichkeit im Novalis-Museum Schloss Oberwiederstedt der breiten Öffentlichkeit präsentiert. Menzler führte dieses Stammbuch bis 1811. Zu diesem Zeitpunkt stand er bereits mitten im Berufsleben. Er hatte beim nassauischen Bergamt Waldbreitbach eine Stelle als Bergmeister erhalten. Später wechselte Menzler als Bergmeister an das Siegener Bergamt, wo er am 28. Juni 1851 durch das Oberbergamt Bonn anlässlich seines 75. Geburtstages zum Bergrat ernannt wurde. 1854 wurde er pensioniert. Das kunstvoll gestaltete Grabmal von Jacob Christian Menzler hat sich bis heute erhalten.
Auch sein jüngerer Bruder Ernst Menzler (1786–1842) schlug eine bergmännische Laufbahn ein und wurde ebenfalls Bergmeister (für das Revier Diez).

## Ehrungen
- 1844 Roter-Adler-Orden, IV. Klasse